# Suburban Station

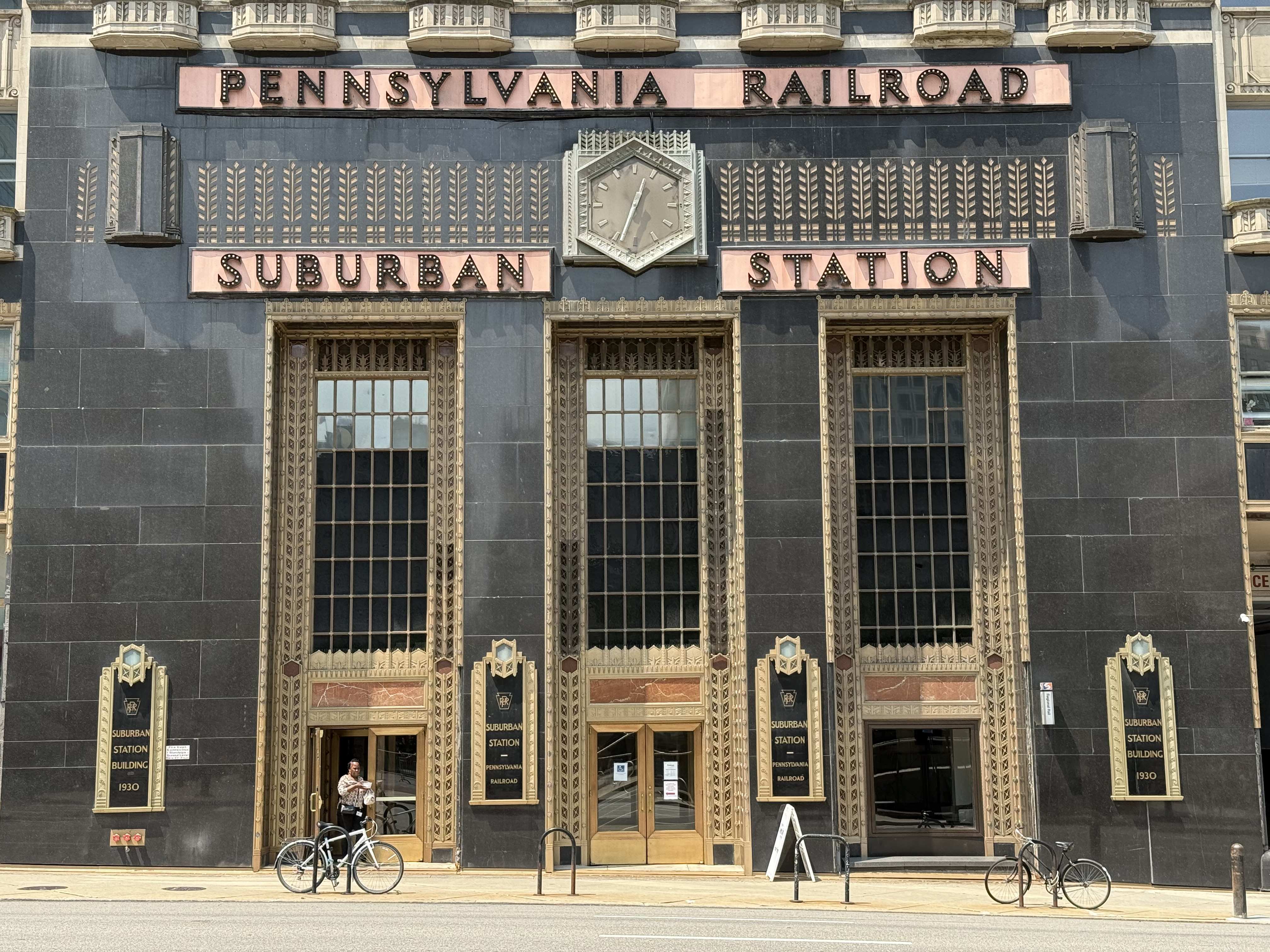
Eingang zur Suburban Station

Die Suburban Station (deutsch Vorortbahnhof) ist ein unterirdischer Personenbahnhof im Stadtzentrum von Philadelphia im US-Bundesstaat Pennsylvania. Er wurde am 28. September 1930 eröffnet und dient dem Regionalverkehr der Southeastern Pennsylvania Transportation Authority (SEPTA).
Die Suburban Station wurde in den Jahren 1929–30 von der Pennsylvania Railroad (PRR) zusammen mit dem darüberliegenden Bürogebäude gebaut. Das Projekt Philadelphia Improvements legte ihn als achtgleisigen Kopfbahnhof an. Er lag am Ende einer unterirdischen Stichstrecke ausgehend von der oberen, dem Regionalverkehr vorbehaltenen Bahnsteigebene der Philadelphia 30th Street Station, die zur gleichen Zeit entstand.
Die oberirdische Broad Street Station, die im Rahmen der Philadelphia Improvements von der Suburban Station ersetzt werden sollte, wurde nach Bauverzögerungen infolge der Great Depression noch bis 1952 beibehalten. 1953 wurde sie zusammen mit dem zu ihr führenden Hochbahnviadukt abgerissen, der den Innenstadtbereich auf eine als nachteilig empfundene Weise geteilt hatte.
Ab den 1950er Jahren existierten Planungen, den Tunnel über die Suburban Station hinaus Richtung Osten zu verlängern. Damit sollten die Züge auf die Strecken der konkurrierenden Eisenbahngesellschaft Reading Company auffahren, die am anderen Ende der Innenstadt ebenfalls einen Kopfbahnhof, das Reading Terminal, für ihre Vorortzüge besaß. Dieses Vorhaben konnte aufgrund finanzieller und technischer Schwierigkeiten erst Anfang der 1980er Jahre in Form der Center City Commuter Connection umgesetzt werden. Seitdem ist die Suburban Station ein Durchgangsbahnhof an der SEPTA Main Line mit vier durchgehenden Gleisen in West-Ost-Richtung und vier von der 30th Street Station aus erreichbaren Kopfgleisen. Der nächste Bahnhof in östlicher Richtung ist Jefferson Station.
Der Zugang erfolgt über das Foyer eines Bürogebäudes, das einhergehend mit der Suburban Station errichtet wurde. Der Bahnhof ist mit einer Verteilerebene mit dem U-Bahnhof 15th Street/Philadelphia City Hall und den Hochhäusern des Büroviertels Penn Center, das anstelle der Broad Street Station errichtet wurde, verbunden. Die Bahnsteige der Suburban Station erstrecken sich unter dem Bürogebäude, dem benachbarten Love Park und der daneben verlaufenden Hauptstraße John F. Kennedy Boulevard.
Im Jahr 2019 gab es werktäglich 22.700 Personen, die die Suburban Station betreten oder verlassen haben, im Jahr 2024 gab es werktäglich rund 14.000 Personen.

Ansichten der Suburban Station
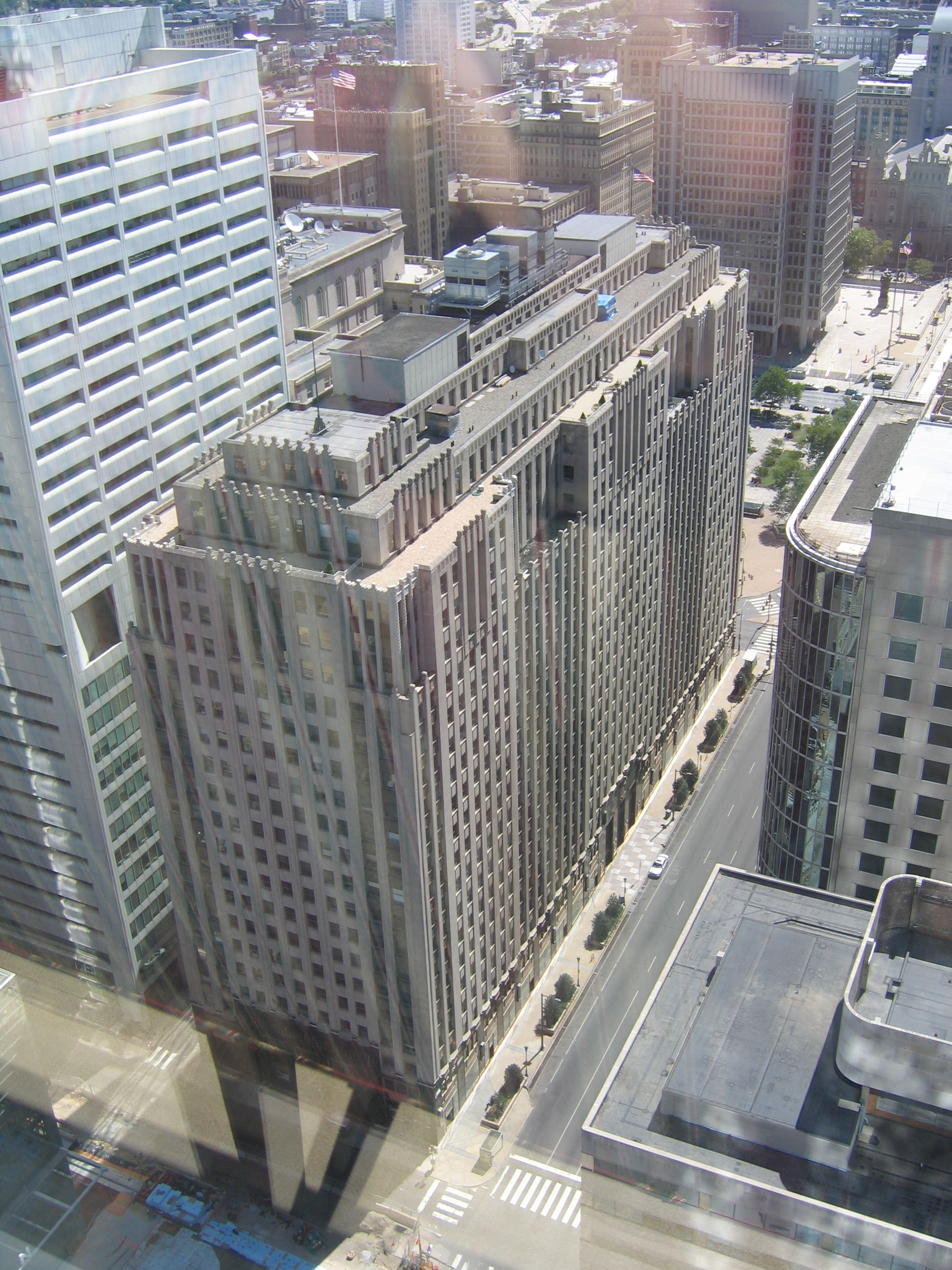
Bürogebäude von schräg oben
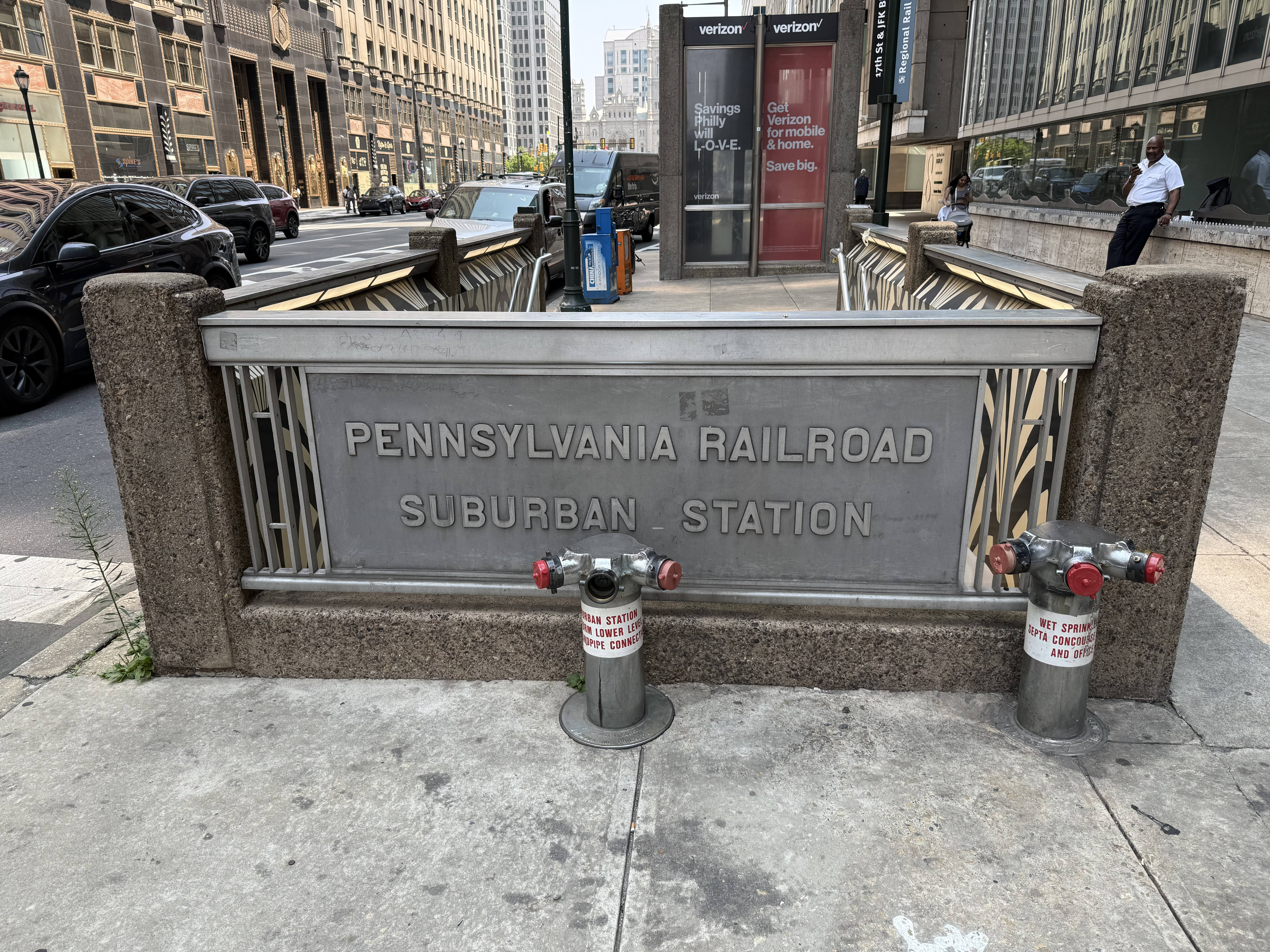
Straßenabgang mit Beschriftung
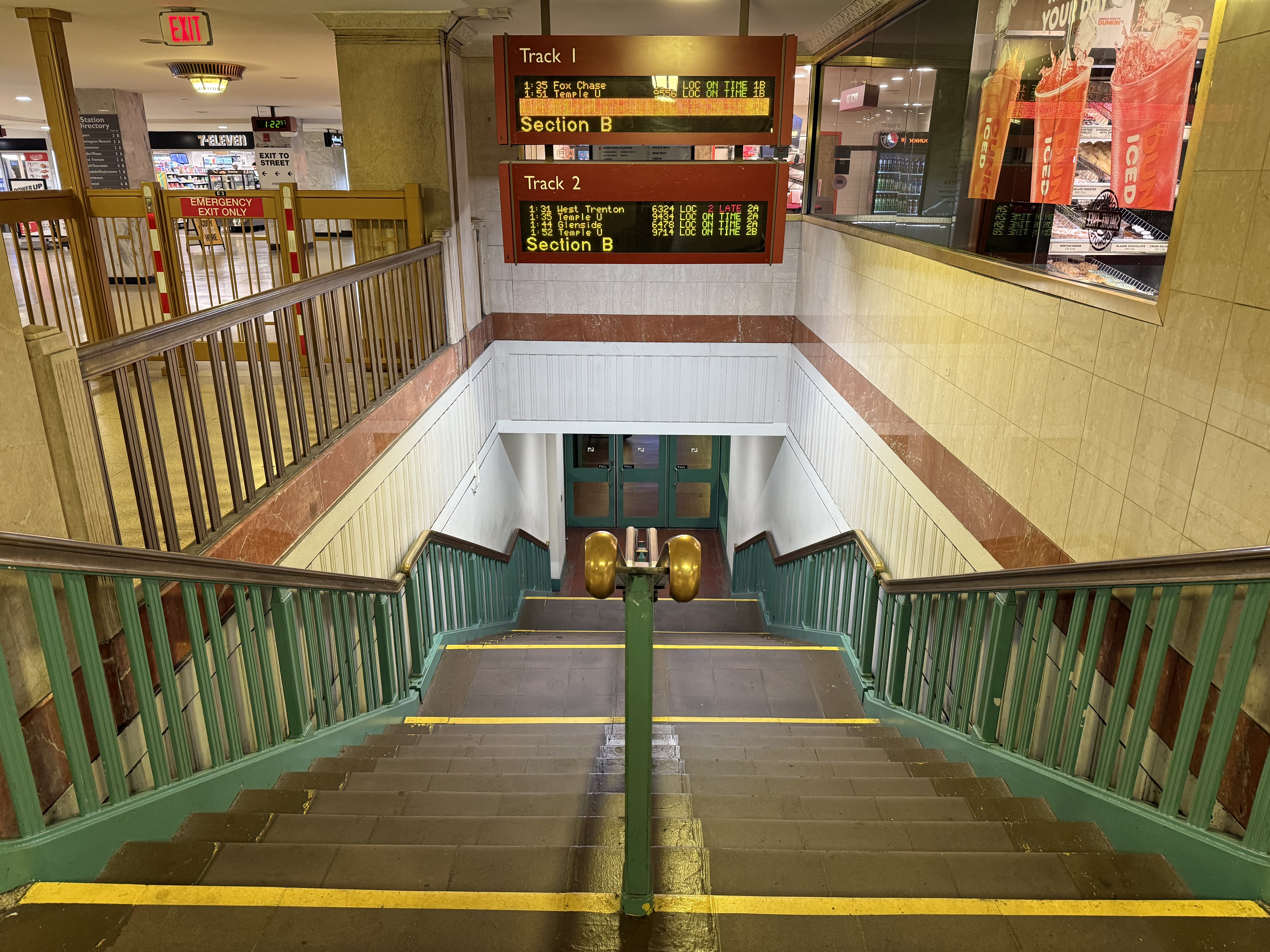
Treppe von Verteilerebene zu Gleis 1/2
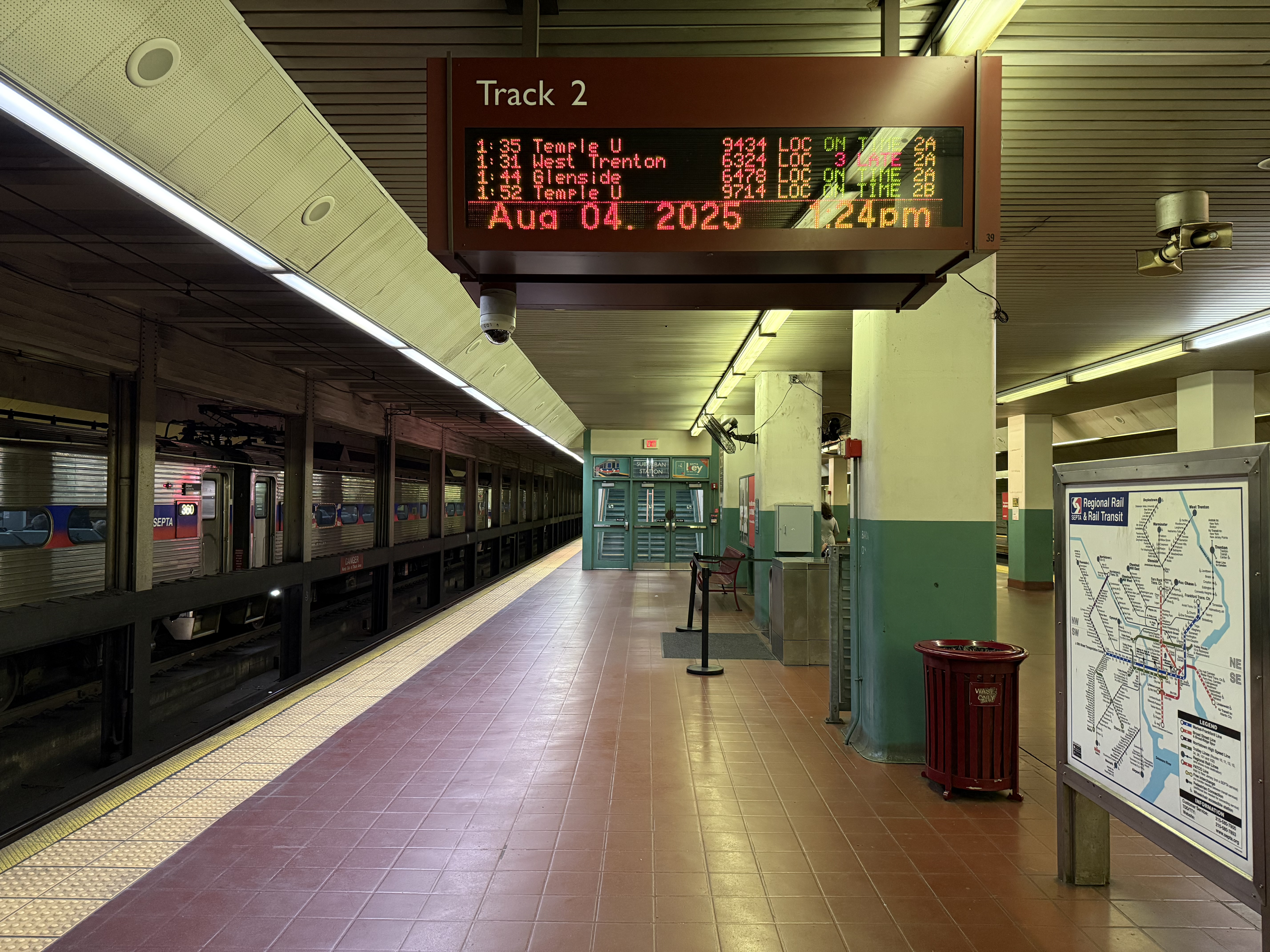
Durchgangsbahnsteig Gleis 2